# Tresko – Amigo Affäre
Amigo Affäre ist ein deutscher Kriminalfilm von Hajo Gies nach einem Drehbuch von Peter Zingler aus dem Jahr 1996. Es handelt sich um die dritte und zugleich letzte Episode der Sat.1-Kriminalfilmreihe Tresko mit Mario Adorf als Kunstsachverständiger Joachim „Jo“ Tresko in der Titelrolle.

## Handlung
Die Journalistin und Ehefrau des beim Bundesnachrichtendienst tätigen Kunstsachverständigen Joachim „Jo“ Tresko ist einer Geldwäschebande auf der Spur. Kurze Zeit später rast sie in einem von den Drahtziehern der Bande manipulierten Fahrstuhl in den Tod. Ihr Ehemann Joachim ist tieftraurig und gleichzeitig voller Wut und beginnt eigenständig, der Bande sowie dem Mörder seiner Ehefrau Katrin auf die Spur zu kommen.

## Kritik
Für die Kritiker der Fernsehzeitschrift TV Spielfilm war Tresko – Amigo Affäre zwar der beste, der letzte Teil der Trilogie war aber nur „minimal besser als die beiden Vorgänger“ und bleibt gehobener Durchschnitt. Sie zeigten mit dem Daumen zur Seite und vergaben für Action einen und Spannung zwei von drei möglichen Punkten.